# Jörgen Elfving
Nils Jörgen Elfving, född 19 juni 1951 i Lidingö församling i Stockholms län, är en svensk militär.

## Biografi
Elfving avlade officersexamen vid Krigsskolan 1973 och utnämndes samma år till löjtnant vid Svea livgarde, där han tjänstgjorde 1973–1975. Han utbildade sig vid Infanteriets stridsskola 1975–1976, befordrades till kapten 1976, tjänstgjorde åter vid Svea livgarde 1976–1979, gick Allmänna kursen vid Militärhögskolan 1979–1980, var ställföreträdande brigadspaningskompanichef 1980–1981 och gick Högre kursen vid Militärhögskolan 1981–1983. År 1983 befordrades han till major 1983, varpå han var skyttekompanichef vid Svea livgarde 1983–1984, tjänstgjorde i Utbildningssektionen vid Svea livgarde 1984–1985, var generalstabsaspirant och detaljchef vid Arméstaben och Försvarsstaben 1985–1988 och inträdde i Generalstabskåren 1987. Han var enhetschef vid Underrättelseavdelningen i Försvarsstaben 1988–1992 och befordrades till överstelöjtnant 1990 samt var utbildningsledare vid Grenadjärbataljonen i Grenadjärbrigaden 1992–1993, chef för Arméns underrättelseskola 1993–1996, stabsofficer vid Militära underrättelse- och säkerhetstjänsten (MUST) 1997–1999 och chef för Säkerhetsunderrättelsesektionen i Säkerhetsavdelningen i MUST 2000–2002. Elfving var biträdande försvarsattaché vid ambassaden i Riga 2003–2004 (med sidoackreditering vid ambassaderna i Tallinn och Vilnius) och lärare vid Försvarshögskolan från 2004 till sin pensionering 2006.
Elfving har författat boken Putin rustar Ryssland. Den ryska björnen vaknar till liv (2014). Han blev offentligt känd 2022, då han ofta anlitats av svenska medier för att som expert kommentera Rysslands invasion av Ukraina 2022. Han förlitar sig huvudsakligen till proukrainska och västerländska källor.